# Champigny-le-Sec
Champigny-le-Sec korábbi község Franciaország Új-Aquitania régiójában, Vienne megyében. 2017. január 1-jén Le Rochereau korábbi községgel egyesült és az így létrejött Champigny en Rochereau új község része lett.
Lakosainak száma 1105 fő (2018. január 1.). Champigny-le-Sec Amberre, Blaslay, Charrais, Cuhon, Le Rochereau és Vouzailles községekkel határos.

## Népesség
A település népességének változása:
| Lakosok száma | 1088 | 1096 | 1951 | 1100 | 1105 |
|               | 2013 | 2015 | 2016 | 2017 | 2018 |